# Vilafreser
Vilafreser és un poble del municipi de Vilademuls (Pla de l'Estany). Es troba al sector meridional del terme, a la vora d'una riera afluent a la de la Farga. L'església parroquial és dedicada a sant Sadurní. El poble és esmentat ja el 1017 i fou del monestir de Banyoles.
El mot Vilafreser és un nom compost de la paraula llatina villa, i de la germànica Friede (pau), llatinitzada més tard en la forma Fredarius. Se suposa que aquests paratges van ser colonitzats per un propietari d'origen germànic anomenat Friede, que va donar lloc al nom de Vila Fride, del qual es deriva l'actual de Vilafreser. Juntament amb Sant Esteve de Guialbes i Olives, no formava part de l'antiga baronia de Vilademuls, però ara tots tres pertanyen al mateix municipi.